# Sân bay quốc tế Larnaca
|}
Sân bay quốc tế Larnaca (tiếng Hy Lạp: Διεθνές Aεροδρόμιο Λάρνακας) (IATA: LCA, ICAO: LCLK) là một sân bay quốc tế nằm gần Larnaca, Síp. Đây là cửa ngõ quốc tế chính của Síp, là sân bay quốc tế lớn hơn trong hai sân bay quốc tế của Síp, sân bay kia là Sân bay quốc tế Paphos nằm ở bờ biển tây nam.
jpg
Sân bay Larnaca có hai nhà ga hành khách.
Sân bay Larnaca được phát triển cuối năm 1974 sau khi Thổ Nhĩ Kỳ xâm chiếm Síp và bắt đóng cửa Sân bay Nicostia. Khu vực xây sân bay này đã được sử dụng như một sân bay vào thập niên 1930, sau đó là một cơ sở quân sự của Anh quốc. Sân bay được khai trương tháng 2 năm 1975.
Một dự án nâng cáp trị giá 650 triệu Euro cho sân bay Larnaca và Paphos đã bắt đầu thực hiện, là dự án BOT đầu tiên của Síp. Sau khi hoàn thành giai đoạn 1, sân bay này sẽ có công suất thiết kế 7,5 triệu lượt khách mỗi năm, đã hoàn thành ngày 11 tháng 11 năm 2009 . Giai đoạn 2 hoàn thành năm 2013 với việc nâng công suất nhà ga lên 9 triệu lượt khách mỗi năm và kéo dài đường băng thêm 500 m. Nhà ga mới có diện tích 98.000 mét vuông với 16 ống dẫn khách.

## Các hãng hàng không và các tuyến điểm
| Hãng hàng không                          | Các điểm đến |
| ---------------------------------------- | --- |
| Aegean Airlines                          | Athens, Thessaloniki |
| Aeroflot                                 | Moscow-Sheremetyevo |
| Air Moldova                              | Chisinau |
| ArkeFly                                  | Theo mùa: Amsterdam |
| Arkia Israel Airlines                    | Tel Aviv |
| Astra Airlines                           | Kos, Mykonos, Rhodes, Santorini, Skiathos |
| Austrian Airlines                        | Vienna |
| Belavia                                  | Minsk |
| Blue Air                                 | Bucharest-Băneasa |
| British Airways                          | London-Heathrow |
| Bulgaria Air                             | Sofia |
| Cimber Sterling                          | Copenhagen |
| Condor Flugdienst                        | Berlin-Schönefeld, Düsseldorf, Frankfurt, Hanover, Hamburg, Munich, Stuttgart |
| Cyprus Airways                           | Amman, Amsterdam, Athens, Bahrain, Beirut, Brussels, Cairo, Damascus, Dubai, Frankfurt, Heraklion, Jeddah, London-Heathrow, London-Stansted, Manchester, Milan-Malpensa, Moscow-Sheremetyevo, Munich [từ 30.10], Paris-Charles de Gaulle, Rhodes, Riyadh, Rome-Fiumicino, Sofia, Tel Aviv, Thessaloniki, Vienna, Zurich |
| Czech Airlines                           | Prague |
| EasyJet                                  | London-Gatwick |
| Edelweiss Air                            | Zürich |
| EgyptAir                                 | Cairo |
| Emirates                                 | Dubai, Malta |
| Etihad Airways                           | Abu Dhabi |
| Eurocypria Airlines                      | Belfast International, Berlin-Schönefeld, Birmingham, Bristol, Cardiff, Dresden, Dublin, Düsseldorf, Glasgow-International, Hamburg, Hanover, Humberside, Leipzig/Halle, London-Luton, London-Gatwick, London-Stansted, Manchester, Munich, Newcastle upon Tyne, Norwich, St Petersburg, Stuttgart Theo mùa: Tel Aviv   |
| Gulf Air                                 | Bahrain |
| Jet2.com                                 | Leeds-Bradford, Manchester [từ 14.05] |
| LOT Polish Airlines                      | Warsaw |
| Lufthansa                                | Frankfurt, Munich |
| Middle East Airlines                     | Beirut |
| Norwegian Air Shuttle                    | Oslo-Gardermoen Theo mùa: Copenhagen, Stockholm-Arlanda |
| Novair                                   | Gothenburg-Landvetter |
| Olympic Air                              | Athens |
| Rossiya                                  | St Petersburg |
| Royal Jordanian                          | Amman-Queen Alia |
| Ryanair                                  | Brussels South-Charleroi [từ 03.11], Girona [từ 01.12] |
| Sun d'Or International Airlines          | Theo mùa: Tel Aviv |
| Syrian Air                               | Damascus |
| TAROM                                    | Bucharest-Otopeni |
| Thomas Cook Airlines                     | Belfast-International, Birmingham, Bristol, Cardiff, East Midlands, Glasgow-International, Leeds/Bradford, London-Gatwick, London-Stansted, Manchester, Newcastle upon Tyne |
| Thomson Airways                          | Seasonal: Birmingham, Bristol, Cardiff, Doncaster/Sheffield, Dublin, East Midlands, Exeter, Glasgow-International, London-Gatwick, London-Luton, London-Stansted, Manchester, Newcastle upon Tyne |
| Travel Service                           | Budapest |
| Travel Service điều hành bởi Smart Wings | Theo mùa: Prague |
| Ural Airlines                            | Theo mùa: Yekaterinburg |